# Crotalaria mortonii
Crotalaria mortonii är en ärtväxtart som beskrevs av Frank Nigel Hepper. Crotalaria mortonii ingår i släktet sunnhampor, och familjen ärtväxter. IUCN kategoriserar arten globalt som livskraftig. Inga underarter finns listade i Catalogue of Life.